# لال كوت

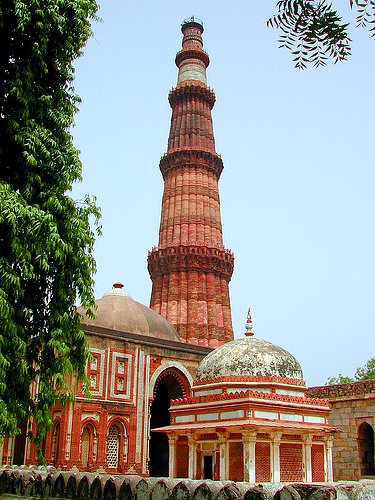
يبلغ طول مئذنة قطب منار 72,5 مترا.

لال كوت هو حصن بناه أنانغبال على بعد حوالي 10 كم من سراج كوند. دمر الحصن من قبل المماليك وشيد على أنقاضها فيما بعد أول مسجد في الهند (انظر قطب منار).